# Corbara (Francia)
Corbara (in corso Corbara) è un comune francese di 973 abitanti situato nel dipartimento dell'Alta Corsica nella regione della Corsica.

## Società

### Evoluzione demografica
Abitanti censiti

## Infrastrutture e trasporti
Il territorio comunale è attraversato dalla ferrovia a scartamento metrico Ponte Leccia – Calvi che passa sostanzialmente nei pressi della costa. Il paese non è servito direttamente da una stazione ferroviaria, la più vicina è quella di Isola Rossa, sono tuttavia presenti due fermate a servizio delle spiagge turistiche: Marine de Davia e Bodri.